# Coral Terrace
Coral Terrace statisztikai település az USA Florida államában, Miami-Dade megyében. Lakosainak száma 23 142 fő (2020. április 1.).

## Népesség
A település népességének változása:
| Lakosok száma | 24 380 | 24 376 | 23 142 |
|               | 2000   | 2010   | 2020   |